# دلمونیکو پلیس (کالیفرنیا)
دلمونیکو پلیس (به انگلیسی: Delmonico Place) یک منطقهٔ مسکونی در ایالات متحده آمریکا است که در شهرستان مندوسینو، کالیفرنیا واقع شده‌است. دلمونیکو پلیس ۷۲۴ متر بالاتر از سطح دریا واقع شده‌است.